# Chlorocichla flaviventris
El bulbul pechiamarillo (Chlorocichla flaviventris) es una especie de ave paseriforme de la familia Pycnonotidae propia de las sabanas del África subsahariana.

## Taxonomía

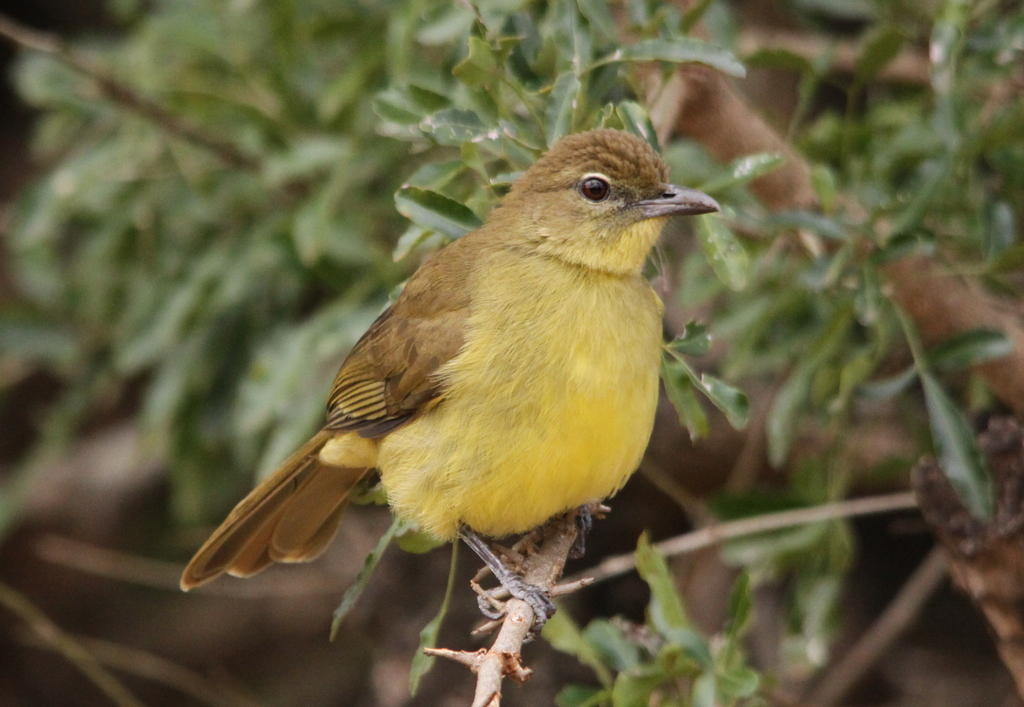
Adulto fuera de la época de cría.

El bulbul pechiamarillo fue descrito científicamente por el zoólogo escocés Andrew Smith en 1834, como Trichophorus flaviventris. Posteriormente fue trasladado al género Chlorocichla. 
Se reconocen tres subespecie:
- C. f. centralis - Reichenow, 1887: se extiende desde el sur de Somalia al norte de Mozambique;
- C. f. occidentalis - Sharpe, 1882: se encuentra desde el noroeste de Angola al oeste de Tanzania, por el sur hasta el noroeste de Namibia, el norte de Botsuana, y el norte de Sudáfrica y el centro de Mozambique;
- C. f. flaviventris - (Smith, A, 1834): se localiza en el este de Sudáfrica y el sur de Mozambique.